# Catanduanes

Catanduanes

Catanduanes – wyspa Oceanu Spokojnego należąca do Filipin. Jest położona na południowy wschód od Luzon. Głównym miastem jest Virac na południowym wybrzeżu wyspy.

## Warunki naturalne
Wyspa górzysta, szczyty przekraczają 700 m n.p.m. Klimat równikowy, wybitnie wilgotny.

## Gospodarka
Uprawia się palmę kokosową, kukurydzę, banany manilskie, ryż i trzcinę cukrową
Niewielkie wydobycie rud miedzi i złota.